# 邱爱慈
邱爱慈（1941年—），汉族，中华人民共和国政治人物、中国人民解放军少将。
加入中国共产党，担任第二十一试验训练基地研究所研究员、中国工程院院士，是高功率脉冲技术和强流电子束加速器专家。2008年，当选第十一届全国政协委员，代表科学技术界，分入第三十组。，军衔为专业技术少将。